# Jordfaldshul
Jordfaldshuller dannes ved en underjordisk sammenstyrtning. Jordfaldshuller kommer især, hvor undergrunden indeholder kalk, og hvor kalken er skyllet væk af vand, eller hvor der er eller har været minedrift. Jordfaldshuller kan også dannes ved, at en i istiden indlejret isblok i morænedannelser er smeltet bort. De øverste jordlag styrter sammen og ned i hulrummet, når de ikke længere kan holde til trykket.
Et jordfaldshul (delvis) fyldt med ferskvand kaldes et ferskvandshul – og et (delvis) fyldt med saltvand kaldes et saltvandshul. Et jordfaldshul under vand kaldes et undersøisk jordfaldshul.
I Danmark findes jordfaldshuller f.eks i skovene bag Møns Klint (bl.a. søer) og i området ved Mønsted Kalkgruber. "Røverstuen" i Rold Skov er et jordfaldshul. Det ligger i Hesselholt Skov, som ejes af Skov- og Naturstyrelsen.
Andre steder på Jorden dannes der også jordfaldshuller.
Den 2. november 2010 tidligt om morgenen opstod et jordfaldshul i et boligområde midt i landsbyen Schmalkalden nær Thüringen i Tyskland. I løbet af ganske få minutter opstod et krater, hvor ca. 12.000 kubikmeter jord (samt en personbil) forsvandt i dybet. 
Det største jordfaldshul er Xiaozhai Tiankeng (Det himmelske jordhul) i Kina.
Omkring Det døde Hav er der med den faldende vandstand dannet mere end 3000 jordfaldshuller.
I det Sydkinesiske hav nær ved Paraceløerne findes verdens dybeste undersøiske blå hul, kaldet Dragehullet eller det Sydkinesiske havs øje, med en dybde på over 300 m.